# Yoshimar Yotún
Víctor Yoshimar Yotún Flores (Callao, 7 april 1990) is een Peruviaans voetballer die doorgaans speelt als middenvelder. In maart 2022 verruilde hij Cruz Azul voor Sporting Cristal. Yotún maakte in 2011 zijn debuut in het Peruviaans voetbalelftal.

## Clubcarrière
Yotún speelde vanaf 1997 in de jeugd van Academica Cantolao. In 2003 maakte hij de overstap naar Circolo Sportivo Italiano, waar hij twee jaar zou spelen. Daarna speelde hij twee jaar voor Deportivo Real, waarna hij verkaste naar Sporting Cristal. In 2008 werd de linksachter voor de duur van één seizoen op huurbasis bij José Gálvez gestald. Voor die club speelde Yotún achtentwintig wedstrijden, waarin hij tot drie doelpunten wist te komen. Na een jaar weggeweest te zijn, kwam de Peruviaan in 2009 terug bij Sporting Cristal. Zijn debuut voor die club in de Primera División kwam op 9 mei 2009, toen thuis werd gespeeld tegen FBC Melgar. Op die dag kwam hij in de rust het veld op, als vervanger van Yancarlo Casas. Sporting Cristal verloor het duel met 1–2. Yotún tekende op 3 maart 2010 voor zijn eerste treffer in dienst van Sporting Cristal. Op die dag werd met 1–2 gewonnen op bezoek bij Universitario. Vanaf de vierendertigste minuut was de stand 1–1, totdat de linksachter drie minuten voor het einde van de wedstrijd tekende voor de winnende treffer.
Yotún verkaste in januari 2013 voor één seizoen op huurbasis naar het Braziliaanse Vasco da Gama. De Braziliaanse club maakte zijn komst kenbaar op 19 januari. Zijn debuut voor Vasco maakte de vleugelverdediger op 17 maart, toen met 0–1 verloren werd van Volta Redonda in het staatskampioenschap van São Paulo. In het staatskampioenschap speelde de Peruviaan uiteindelijk vier wedstrijden. Zijn debuut in de Série A speelde Yotún op 25 mei 2013, tijdens een thuiswedstrijd tegen Portuguesa (1–0 winst door een doelpunt van Carlos Tenorio). Yotún kwam in zevenentwintig wedstrijden voor Vasco da Gama niet tot scoren.
In 2014 keerde de Peruviaanse linksachter terug naar Sporting Cristal. In dat kalenderjaar speelde hij zesentwintig wedstrijden voor de Peruviaanse club, waarmee hij voor de tweede maal in zijn carrière de Primera División wist te winnen. In die zesentwintig wedstrijden kwam hij tot één doelpunt. Eind januari 2015 maakte de Zweedse club Malmö FF bekend Yotún over te hebben genomen. De Peruviaan tekende een contract voor de duur van drie seizoenen in Malmö. Op 6 april 2015 speelde de back zijn eerste competitiewedstrijd voor zijn nieuwe club, toen met 1–4 gewonnen werd op bezoek bij GIF Sundsvall. Yotún mocht in de basis starten en hij speelde het gehele duel mee. Zijn eerste doelpunt in de Allsvenskan maakte hij zes dagen later, op bezoek bij IFK Göteborg. Na zesendertig minuten tekende hij voor de eerste en ook laatste treffer van het duel. Gedurende tweeënhalf jaar kwam Yotún tot achtenvijftig competitieoptredens, waarin hij driemaal scoorde. In de zomer van 2017 nam Orlando City hem over. In de Verenigde Staten zette de Peruviaan zijn handtekening onder een verbintenis voor de duur van anderhalf jaar. In januari 2019 maakte de Peruviaan de overstap naar Cruz Azul voor circa drieënhalf miljoen euro. Begin 2022 keerde Yotún bij Sporting Cristal terug na acht jaar afwezigheid van de club. In december 2022 werd zijn verbintenis opengebroken en met twee seizoenen verlengd tot eind 2024. Een jaar later kwamen er nog twee jaar bij zijn contract.

## Clubstatistieken
| Seizoen | Club             | Competitie       | Competitie | Competitie | Beker | Beker | Internationaal | Internationaal | Totaal | Totaal |
| Seizoen | Club             | Competitie       | Wed.       | Dlp.       | Wed.  | Dlp.  | Wed.           | Dlp.           | Wed.   | Dlp.   |
| ------- | ---------------- | ---------------- | ---------- | ---------- | ----- | ----- | -------------- | -------------- | ------ | ------ |
| 2007    | Sporting Cristal | Primera División | 0          | 0          | 0     | 0     | —              | —              | 0      | 0      |
| 2008    | → José Gálvez    | Primera División | 28         | 3          | 0     | 0     | —              | —              | 28     | 3      |
| 2009    | Sporting Cristal | Primera División | 23         | 0          | 0     | 0     | —              | —              | 23     | 0      |
| 2010    | Sporting Cristal | Primera División | 36         | 4          | 0     | 0     | —              | —              | 36     | 4      |
| 2011    | Sporting Cristal | Primera División | 27         | 1          | 0     | 0     | —              | —              | 27     | 1      |
| 2012    | Sporting Cristal | Primera División | 35         | 2          | 0     | 0     | —              | —              | 35     | 2      |
| 2013    | → Vasco da Gama  | Série A          | 27         | 0          | 4     | 0     | —              | —              | 31     | 0      |
| 2014    | Sporting Cristal | Primera División | 26         | 1          | 10    | 1     | 2              | 0              | 38     | 2      |
| 2015    | Malmö FF         | Allsvenskan      | 24         | 1          | 4     | 0     | 10             | 0              | 38     | 1      |
| 2016    | Malmö FF         | Allsvenskan      | 19         | 0          | 5     | 0     | —              | —              | 24     | 0      |
| 2017    | Malmö FF         | Allsvenskan      | 15         | 2          | 0     | 0     | 2              | 0              | 17     | 2      |
| 2017    | Orlando City     | MLS              | 10         | 1          | 0     | 0     | —              | —              | 10     | 1      |
| 2018    | Orlando City     | MLS              | 22         | 4          | 0     | 0     | —              | —              | 22     | 4      |
| 2018/19 | Cruz Azul        | Liga MX          | 16         | 1          | 1     | 1     | —              | —              | 17     | 2      |
| 2019/20 | Cruz Azul        | Liga MX          | 17         | 1          | 1     | 0     | 4              | 1              | 22     | 2      |
| 2020/21 | Cruz Azul        | Liga MX          | 39         | 1          | 1     | 0     | 5              | 2              | 45     | 3      |
| 2021/22 | Cruz Azul        | Liga MX          | 13         | 1          | 0     | 0     | 3              | 0              | 16     | 1      |
| 2022    | Sporting Cristal | Primera División | 17         | 2          | 0     | 0     | 5              | 0              | 22     | 2      |
| 2023    | Sporting Cristal | Primera División | 25         | 5          | 0     | 0     | 10             | 1              | 35     | 6      |
| 2024    | Sporting Cristal | Primera División | 8          | 3          | 0     | 0     | 2              | 0              | 10     | 3      |
| 2025    | Sporting Cristal | Primera División | 0          | 0          | 0     | 0     | 0              | 0              | 0      | 0      |
| Totaal  | Totaal           | Totaal           | 427        | 33         | 26    | 2     | 43             | 4              | 496    | 39     |

Bijgewerkt op 22 april 2025.

## Interlandcarrière
Yotún werd in februari 2011 voor het eerst opgeroepen voor het Peruviaans voetbalelftal. Zijn debuut voor het nationale team maakte de vleugelverdediger op 8 februari 2011, toen met 1–0 werd gewonnen van Panama in een oefenduel. Tijdens deze wedstrijd mocht Yotún in de rust van de Uruguayaanse bondscoach Sergio Markarián invallen voor middenvelder Rinaldo Cruzado. Tijdens zijn derde interland, op 4 juni 2011 tegen Tsjechië (0–0), begon Yotún voor het eerst in de basis van het nationale elftal. Tijdens dit duel werd hij in de achtenzestigste minuut gewisseld en kwam Jesús Rabanal het veld in. De linksback werd in de zomer van 2011 opgeroepen voor de Peruviaanse selectie op het Copa América. Op dit toernooi speelde hij vijf van de zes door Peru gespeelde wedstrijden mee. Voor zijn eerste doelpunt tekende de linksback op 16 oktober 2013. In het kwalificatietoernooi voor het WK 2014 speelde Peru op die dag een thuiswedstrijd tegen Bolivia. Na negentien minuten opende Yotún de score in die wedstrijd. Namens Bolivia tekende Diego Bejarano in de blessuretijd van de eerste helft voor de gelijkmaker. Uiteindelijk bleven de ploegen steken op 1–1. Eerder dat kwalificatietoernooi, op 7 september 2013, kreeg Yotún tegen Uruguay een rode kaart van de Argentijnse scheidsrechter Patricio Loustau. Die sloot hem uit van het duel in de blessuretijd van de eerste helft, bij een stand van 0–1 (doelpunt van Luis Suárez). In de tweede helft scoorde Suárez opnieuw, waarna Jefferson Farfán de score besliste op 1–2. Scheidsrechter Loustau moest onder politiebeveiliging het stadion verlaten vanwege de boze Peruviaanse supporters. In 2015 werd Yotún voor de tweede maal opgeroepen voor de nationale selectie op de Copa América. Op dit toernooi speelde hij alle zes wedstrijden van Peru mee. In de zomer van 2018 werd Yotún door bondscoach Ricardo Gareca opgenomen in de Peruviaanse selectie voor het WK voetbal in Rusland. Op het toernooi werd Peru uitgeschakeld in een groep met Frankrijk, Denemarken en Australië. Yotún speelde in alle drie de wedstrijden mee.
| Interlands van Yoshimar Yotún voor Peru | Interlands van Yoshimar Yotún voor Peru | Interlands van Yoshimar Yotún voor Peru | Interlands van Yoshimar Yotún voor Peru | Interlands van Yoshimar Yotún voor Peru | Interlands van Yoshimar Yotún voor Peru |
| №                                       | Datum                                   | Wedstrijd                               | Uitslag                                 | Competitie                              | Goals                                   |
| Als speler bij Sporting Cristal         | Als speler bij Sporting Cristal         | Als speler bij Sporting Cristal         | Als speler bij Sporting Cristal         | Als speler bij Sporting Cristal         | Als speler bij Sporting Cristal         |
| --------------------------------------- | --------------------------------------- | --------------------------------------- | --------------------------------------- | --------------------------------------- | --------------------------------------- |
| 1                                       | 8 februari 2011                         | Peru – Panama                           | 1 – 0                                   | Vriendschappelijk                       |                                         |
| 2                                       | 1 juni 2011                             | Japan – Peru                            | 0 – 0                                   | Vriendschappelijk                       |                                         |
| 3                                       | 4 juni 2011                             | Tsjechië – Peru                         | 0 – 0                                   | Vriendschappelijk                       |                                         |
| 4                                       | 5 juli 2011                             | Uruguay – Peru                          | 1 – 1                                   | Copa América 2011                       |                                         |
| 5                                       | 9 juli 2011                             | Peru – Mexico                           | 1 – 0                                   | Copa América 2011                       |                                         |
| 6                                       | 16 juli 2011                            | Colombia – Peru                         | 0 – 2                                   | Copa América 2011                       |                                         |
| 7                                       | 20 juli 2011                            | Peru – Uruguay                          | 0 – 2                                   | Copa América 2011                       |                                         |
| 8                                       | 23 juli 2011                            | Peru – Venezuela                        | 4 – 1                                   | Copa América 2011                       |                                         |
| 9                                       | 3 september 2011                        | Peru – Bolivia                          | 2 – 2                                   | Vriendschappelijk                       |                                         |
| 10                                      | 6 september 2011                        | Bolivia – Peru                          | 0 – 0                                   | Vriendschappelijk                       |                                         |
| 11                                      | 8 oktober 2011                          | Peru – Paraguay                         | 2 – 0                                   | WK 2014 kwalificatie                    |                                         |
| 12                                      | 12 oktober 2011                         | Chili – Peru                            | 4 – 2                                   | WK 2014 kwalificatie                    |                                         |
| 13                                      | 29 februari 2012                        | Tunesië – Peru                          | 1 – 1                                   | Vriendschappelijk                       |                                         |
| 14                                      | 22 maart 2012                           | Chili – Peru                            | 3 – 1                                   | Vriendschappelijk                       |                                         |
| 15                                      | 12 april 2012                           | Peru – Chili                            | 0 – 3                                   | Vriendschappelijk                       |                                         |
| 16                                      | 24 mei 2012                             | Peru – Nigeria                          | 1 – 0                                   | Vriendschappelijk                       |                                         |
| 17                                      | 4 juni 2012                             | Peru – Colombia                         | 0 – 1                                   | WK 2014 kwalificatie                    |                                         |
| 18                                      | 10 juni 2012                            | Uruguay – Peru                          | 4 – 2                                   | WK 2014 kwalificatie                    |                                         |
| 19                                      | 16 augustus 2012                        | Costa Rica – Peru                       | 0 – 1                                   | Vriendschappelijk                       |                                         |
| 20                                      | 8 september 2012                        | Peru – Venezuela                        | 2 – 1                                   | WK 2014 kwalificatie                    |                                         |
| 21                                      | 12 september 2012                       | Peru – Argentinië                       | 1 – 1                                   | WK 2014 kwalificatie                    |                                         |
| 22                                      | 17 oktober 2012                         | Paraguay – Peru                         | 1 – 0                                   | WK 2014 kwalificatie                    |                                         |
| 23                                      | 15 november 2012                        | Honduras – Peru                         | 0 – 0                                   | Vriendschappelijk                       |                                         |
| Als speler bij Vasco da Gama            |                                         |                                         |                                         |                                         |                                         |
| 24                                      | 6 februari 2013                         | Trinidad en Tobago – Peru               | 0 – 2                                   | Vriendschappelijk                       |                                         |
| 25                                      | 23 maart 2013                           | Peru – Chili                            | 1 – 0                                   | WK 2014 kwalificatie                    |                                         |
| 26                                      | 27 maart 2013                           | Peru – Trinidad en Tobago               | 3 – 0                                   | Vriendschappelijk                       |                                         |
| 27                                      | 8 juni 2013                             | Peru – Ecuador                          | 1 – 0                                   | WK 2014 kwalificatie                    |                                         |
| 28                                      | 11 juni 2013                            | Colombia – Peru                         | 2 – 0                                   | WK 2014 kwalificatie                    |                                         |
| 29                                      | 14 augustus 2013                        | Zuid-Korea – Peru                       | 0 – 0                                   | Vriendschappelijk                       |                                         |
| 30                                      | 7 september 2013                        | Peru – Uruguay                          | 1 – 2                                   | WK 2014 kwalificatie                    |                                         |
| 31                                      | 11 juni 2013                            | Peru – Bolivia                          | 1 – 1                                   | WK 2014 kwalificatie                    | 19'                                     |
| Als speler bij Sporting Cristal         |                                         |                                         |                                         |                                         |                                         |
| 32                                      | 30 mei 2014                             | Engeland – Peru                         | 3 – 0                                   | Vriendschappelijk                       |                                         |
| 33                                      | 3 juni 2014                             | Zwitserland – Peru                      | 2 – 0                                   | Vriendschappelijk                       |                                         |
| 34                                      | 7 augustus 2014                         | Peru – Panama                           | 3 – 0                                   | Vriendschappelijk                       |                                         |
| 35                                      | 4 september 2014                        | Irak – Peru                             | 0 – 2                                   | Vriendschappelijk                       |                                         |
| 36                                      | 9 september 2014                        | Qatar – Peru                            | 0 – 2                                   | Vriendschappelijk                       |                                         |
| 37                                      | 11 oktober 2014                         | Chili – Peru                            | 3 – 0                                   | Vriendschappelijk                       |                                         |
| 38                                      | 15 oktober 2014                         | Peru – Guatemala                        | 1 – 0                                   | Vriendschappelijk                       |                                         |
| 39                                      | 15 november 2014                        | Paraguay – Peru                         | 2 – 1                                   | Vriendschappelijk                       |                                         |
| Als speler bij Malmö FF                 |                                         |                                         |                                         |                                         |                                         |
| 40                                      | 14 juni 2015                            | Brazilië – Peru                         | 2 – 1                                   | Copa América 2015                       |                                         |
| 41                                      | 19 juni 2015                            | Peru – Venezuela                        | 1 – 0                                   | Copa América 2015                       |                                         |
| 42                                      | 21 juni 2015                            | Colombia – Peru                         | 0 – 0                                   | Copa América 2015                       |                                         |
| 43                                      | 26 juni 2015                            | Bolivia – Peru                          | 1 – 3                                   | Copa América 2015                       |                                         |
| 44                                      | 30 juni 2015                            | Chili – Peru                            | 2 – 1                                   | Copa América 2015                       |                                         |
| 45                                      | 4 juli 2015                             | Peru – Paraguay                         | 2 – 0                                   | Copa América 2015                       |                                         |
| 46                                      | 5 september 2015                        | Verenigde Staten – Peru                 | 2 – 1                                   | Vriendschappelijk                       |                                         |
| 47                                      | 9 september 2015                        | Colombia – Peru                         | 1 – 1                                   | Vriendschappelijk                       |                                         |
| 48                                      | 14 oktober 2015                         | Peru – Chili                            | 3 – 4                                   | WK 2018 kwalificatie                    |                                         |
| 49                                      | 14 november 2015                        | Peru – Paraguay                         | 1 – 0                                   | WK 2018 kwalificatie                    |                                         |
| 50                                      | 18 november 2015                        | Brazilië – Peru                         | 3 – 0                                   | WK 2018 kwalificatie                    |                                         |
| 51                                      | 29 maart 2016                           | Uruguay – Peru                          | 1 – 0                                   | WK 2018 kwalificatie                    |                                         |
| 52                                      | 23 mei 2016                             | Peru – Trinidad en Tobago               | 4 – 0                                   | Vriendschappelijk                       |                                         |
| 53                                      | 28 mei 2016                             | Peru – El Salvador                      | 3 – 1                                   | Vriendschappelijk                       | 90+3'                                   |
| 54                                      | 4 juni 2016                             | Haïti – Peru                            | 0 – 1                                   | Copa América 2016                       |                                         |
| 55                                      | 8 juni 2016                             | Ecuador – Peru                          | 2 – 2                                   | Copa América 2016                       |                                         |
| 56                                      | 12 juni 2016                            | Peru – Brazilië                         | 1 – 0                                   | Copa América 2016                       |                                         |
| 57                                      | 6 september 2016                        | Peru – Ecuador                          | 2 – 1                                   | WK 2018 kwalificatie                    |                                         |
| 58                                      | 6 oktober 2016                          | Peru – Argentinië                       | 2 – 2                                   | WK 2018 kwalificatie                    |                                         |
| 59                                      | 10 november 2016                        | Paraguay – Peru                         | 1 – 4                                   | WK 2018 kwalificatie                    |                                         |
| 60                                      | 15 november 2016                        | Peru – Brazilië                         | 0 – 2                                   | WK 2018 kwalificatie                    |                                         |
| 61                                      | 23 maart 2017                           | Venezuela – Peru                        | 2 – 2                                   | WK 2018 kwalificatie                    |                                         |
| 62                                      | 28 maart 2017                           | Peru – Uruguay                          | 2 – 1                                   | WK 2018 kwalificatie                    |                                         |
| 6                                       | 8 juni 2017                             | Peru – Paraguay                         | 1 – 0                                   | Vriendschappelijk                       |                                         |
| 64                                      | 13 juni 2017                            | Peru – Jamaica                          | 3 – 1                                   | Vriendschappelijk                       |                                         |
| Als speler bij Orlando City             |                                         |                                         |                                         |                                         |                                         |
| 65                                      | 5 september 2017                        | Ecuador – Peru                          | 1 – 2                                   | WK 2018 kwalificatie                    |                                         |
| 66                                      | 5 oktober 2017                          | Argentinië – Peru                       | 0 – 0                                   | WK 2018 kwalificatie                    |                                         |
| 67                                      | 10 oktober 2017                         | Peru – Colombia                         | 1 – 1                                   | WK 2018 kwalificatie                    |                                         |
| 68                                      | 11 november 2017                        | Nieuw-Zeeland – Peru                    | 0 – 0                                   | WK 2018 kwalificatie                    |                                         |
| 69                                      | 15 november 2017                        | Peru – Nieuw-Zeeland                    | 2 – 0                                   | WK 2018 kwalificatie                    |                                         |
| 70                                      | 23 maart 2018                           | Peru – Kroatië                          | 2 – 0                                   | Vriendschappelijk                       |                                         |
| 71                                      | 29 mei 2018                             | Peru – Schotland                        | 2 – 0                                   | Vriendschappelijk                       |                                         |
| 72                                      | 3 juni 2018                             | Saoedi-Arabië – Peru                    | 0 – 3                                   | Vriendschappelijk                       |                                         |
| 73                                      | 9 juni 2018                             | Zweden – Peru                           | 0 – 0                                   | Vriendschappelijk                       |                                         |
| 74                                      | 16 juni 2018                            | Peru – Denemarken                       | 0 – 1                                   | WK 2018                                 |                                         |
| 75                                      | 21 juni 2018                            | Frankrijk – Peru                        | 1 – 0                                   | WK 2018                                 |                                         |
| 76                                      | 26 juni 2018                            | Australië – Peru                        | 0 – 2                                   | WK 2018                                 |                                         |
| 77                                      | 6 september 2018                        | Nederland – Peru                        | 2 – 1                                   | Vriendschappelijk                       |                                         |
| 78                                      | 9 september 2018                        | Duitsland – Peru                        | 2 – 1                                   | Vriendschappelijk                       |                                         |
| 79                                      | 12 oktober 2018                         | Peru – Chili                            | 3 – 0                                   | Vriendschappelijk                       |                                         |
| 80                                      | 16 oktober 2018                         | Verenigde Staten – Peru                 | 1 – 1                                   | Vriendschappelijk                       |                                         |
| 81                                      | 15 november 2018                        | Peru – Ecuador                          | 0 – 2                                   | Vriendschappelijk                       |                                         |
| 82                                      | 20 november 2018                        | Peru – Costa Rica                       | 2 – 3                                   | Vriendschappelijk                       |                                         |
| Als speler bij Cruz Azul                |                                         |                                         |                                         |                                         |                                         |
| 83                                      | 22 maart 2019                           | Peru – Paraguay                         | 1 – 0                                   | Vriendschappelijk                       |                                         |
| 84                                      | 26 maart 2019                           | El Salvador – Peru                      | 2 – 0                                   | Vriendschappelijk                       |                                         |
| 85                                      | 9 juni 2019                             | Peru – Colombia                         | 0 – 3                                   | Vriendschappelijk                       |                                         |
| 86                                      | 15 juni 2019                            | Venezuela – Peru                        | 0 – 0                                   | Copa América 2019                       |                                         |
| 87                                      | 18 juni 2019                            | Bolivia – Peru                          | 1 – 3                                   | Copa América 2019                       |                                         |
| 88                                      | 22 juni 2019                            | Brazilië – Peru                         | 5 – 0                                   | Copa América 2019                       |                                         |
| 89                                      | 29 juni 2019                            | Uruguay – Peru                          | 0 – 0 (4 – 5 n.s.)                      | Copa América 2019                       |                                         |
| 90                                      | 3 juli 2019                             | Chili – Peru                            | 0 – 3                                   | Copa América 2019                       | 38'                                     |
| 91                                      | 7 juli 2019                             | Brazilië – Peru                         | 3 – 1                                   | Copa América 2019                       |                                         |
| 92                                      | 10 september 2019                       | Brazilië – Peru                         | 0 – 1                                   | Vriendschappelijk                       |                                         |
| 93                                      | 8 oktober 2020                          | Paraguay – Peru                         | 2 – 2                                   | WK 2022 kwalificatie                    |                                         |
| 94                                      | 13 oktober 2020                         | Peru – Brazilië                         | 2 – 4                                   | WK 2022 kwalificatie                    |                                         |
| 95                                      | 13 november 2020                        | Chili – Peru                            | 2 – 0                                   | WK 2022 kwalificatie                    |                                         |
| 96                                      | 17 november 2020                        | Peru – Argentinië                       | 0 – 2                                   | WK 2022 kwalificatie                    |                                         |
| 97                                      | 3 juni 2021                             | Peru – Colombia                         | 0 – 3                                   | WK 2022 kwalificatie                    |                                         |
| 98                                      | 8 juni 2021                             | Ecuador – Peru                          | 1 – 2                                   | WK 2022 kwalificatie                    |                                         |
| 99                                      | 17 juni 2021                            | Brazilië – Peru                         | 4 – 0                                   | Copa América 2021                       |                                         |
| 100                                     | 20 juni 2021                            | Colombia – Peru                         | 1 – 2                                   | Copa América 2021                       |                                         |
| 101                                     | 23 juni 2021                            | Ecuador – Peru                          | 2 – 2                                   | Copa América 2021                       |                                         |
| 102                                     | 27 juni 2021                            | Venezuela – Peru                        | 0 – 1                                   | Copa América 2021                       |                                         |
| 103                                     | 2 juli 2021                             | Peru – Paraguay                         | 3 – 3 (4 – 3 n.s.)                      | Copa América 2021                       | 80'                                     |
| 104                                     | 5 juli 2021                             | Brazilië – Peru                         | 1 – 0                                   | Copa América 2021                       |                                         |
| 105                                     | 10 juli 2021                            | Colombia – Peru                         | 3 – 2                                   | Copa América 2021                       | 45'                                     |
| 106                                     | 2 september 2021                        | Peru – Uruguay                          | 1 – 1                                   | WK 2022 kwalificatie                    |                                         |
| 107                                     | 5 september 2021                        | Peru – Venezuela                        | 1 – 0                                   | WK 2022 kwalificatie                    |                                         |
| 108                                     | 9 september 2021                        | Brazilië – Peru                         | 2 – 0                                   | WK 2022 kwalificatie                    |                                         |
| 109                                     | 7 oktober 2021                          | Peru – Chili                            | 2 – 0                                   | WK 2022 kwalificatie                    |                                         |
| 110                                     | 10 oktober 2021                         | Bolivia – Peru                          | 1 – 0                                   | WK 2022 kwalificatie                    |                                         |
| 111                                     | 14 oktober 2021                         | Argentinië – Peru                       | 1 – 0                                   | WK 2022 kwalificatie                    |                                         |
| 112                                     | 16 november 2021                        | Venezuela – Peru                        | 1 – 2                                   | WK 2022 kwalificatie                    |                                         |
| 113                                     | 20 januari 2022                         | Peru – Jamaica                          | 3 – 0                                   | Vriendschappelijk                       | 82'                                     |
| 114                                     | 28 januari 2022                         | Colombia – Peru                         | 1 – 0                                   | WK 2022 kwalificatie                    |                                         |
| 115                                     | 1 februari 2022                         | Peru – Ecuador                          | 1 – 1                                   | WK 2022 kwalificatie                    |                                         |
| Als speler bij Sporting Cristal         |                                         |                                         |                                         |                                         |                                         |
| 116                                     | 24 maart 2022                           | Uruguay – Peru                          | 1 – 0                                   | WK 2022 kwalificatie                    |                                         |
| 117                                     | 29 maart 2022                           | Peru – Paraguay                         | 2 – 0                                   | WK 2022 kwalificatie                    | 42'                                     |
| 118                                     | 5 juni 2022                             | Peru – Nieuw-Zeeland                    | 1 – 0                                   | Vriendschappelijk                       |                                         |
| 119                                     | 25 maart 2023                           | Duitsland – Peru                        | 2 – 0                                   | Vriendschappelijk                       |                                         |
| 120                                     | 28 maart 2023                           | Marokko – Peru                          | 0 – 0                                   | Vriendschappelijk                       |                                         |
| 121                                     | 16 juni 2023                            | Zuid-Korea – Peru                       | 0 – 1                                   | Vriendschappelijk                       |                                         |
| 122                                     | 20 juni 2023                            | Japan – Peru                            | 4 – 1                                   | Vriendschappelijk                       |                                         |
| 123                                     | 7 september 2023                        | Paraguay – Peru                         | 0 – 0                                   | WK 2026 kwalificatie                    |                                         |
| 124                                     | 12 september 2023                       | Peru – Brazilië                         | 0 – 1                                   | WK 2026 kwalificatie                    |                                         |
| 125                                     | 12 oktober 2023                         | Chili – Peru                            | 2 – 0                                   | WK 2026 kwalificatie                    |                                         |
| 126                                     | 17 oktober 2023                         | Peru – Argentinië                       | 0 – 2                                   | WK 2026 kwalificatie                    |                                         |
| 127                                     | 16 november 2023                        | Bolivia – Peru                          | 2 – 0                                   | WK 2026 kwalificatie                    |                                         |
| 128                                     | 21 november 2023                        | Peru – Venezuela                        | 1 – 1                                   | WK 2026 kwalificatie                    | 17'                                     |

Bijgewerkt op 22 april 2025.

## Erelijst
| Competitie       |                  |                  |                  |                  |
| Competitie       | Aantal           | Jaren            |                  |                  |
| Sporting Cristal | Sporting Cristal | Sporting Cristal | Sporting Cristal | Sporting Cristal |
| ---------------- | ---------------- | ---------------- | ---------------- | ---------------- |
| Primera División | 2                | 2012, 2014       |                  |                  |
| Malmö FF         |                  |                  |                  |                  |
| Allsvenskan      | 1                | 2016             |                  |                  |